# 1938年—1939年德国远征西藏

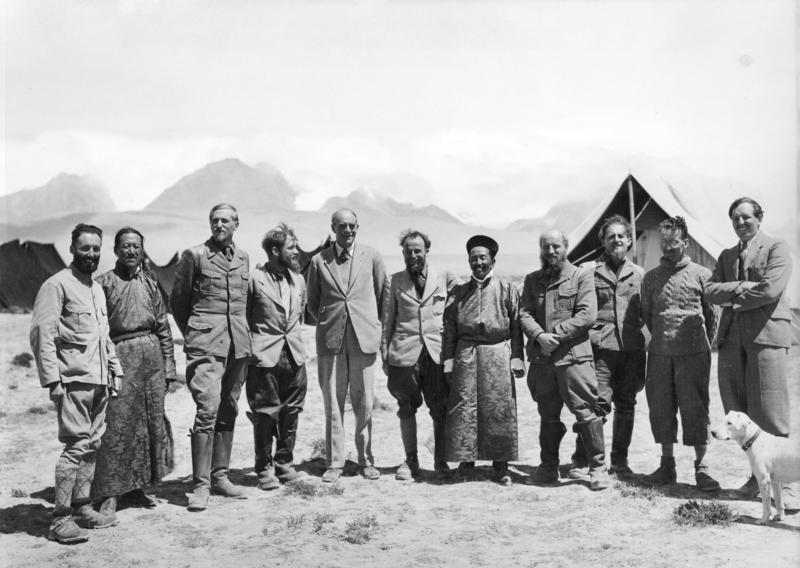
探险队成员与锡金王国甘托克接待人员的合影，从左到右依次为：未知、未知藏族人（或锡金布蒂亚人）、布鲁诺·贝格尔、恩斯特·舍费尔、巴茲爾·古德、恩斯特·克勞澤、未知锡金布蒂亚人、卡尔·维纳特、埃德蒙·格尔、未知、未知

1938年4月—1939年8月，一支德国远征队在西藏进行探险。此次远征由德国动物学家、党卫队军官恩斯特·舍费尔率领，并得到了党卫军领袖海因里希·希姆莱的赞助和党卫军附属组织祖先遗产学会的支持。这是德国首支正式深入西藏并到达拉萨的远征队。
除舍费尔外，远征队成员还包括埃德蒙·格尔（Edmund Geer；技术人员）、恩斯特·克勞澤（昆虫学家、摄影师）、卡尔·维纳特（地质学家）和布鲁诺·贝格尔（种族学家）。
探险队到达英属印度与锡金后，于1938年10月越过藏印边境，1939年1月19日抵达拉萨，并在那里停留了两个月。他们在拉萨郊外受到了國民政府蒙藏委員會咨议張威白的迎接。队员们与西藏精英人士建立了良好的关系，其中包括摄政热振·图旦绛白益西丹巴坚赞。他们收集了大量的植物和动物，并进行了地磁测量以及民族学和人类学观察。
由于納粹德國的地缘战略和种族主义目标，此次探险的真正科学意义存在争议。

### 书目
- McKay, Alex. . Hansjörg Mayer. 2003. ISBN 3883757187.
- Hale, Christopher. John Wiley & Sons , 编. . Hoboken (New Jersey. 2003. ISBN 0-471-26292-7 （英语）.